# Благотворительный фонд Сергея Притулы
Благотворительная организация «Фонд Сергея Притулы» (укр. Благодійна організація «Фонд Сергія Притули») — украинская благотворительная организация, специализирующаяся на помощи Силам обороны Украины и пострадавшим от вторжения России на Украину. Занимается приобретением и поставкой автомобилей, беспилотных летательных аппаратов, тепловизоров, раций, экипировки, медикаментов.

## История
Зарегистрирован в июле 2020 года. Основателем является общественный деятель, волонтёр и телеведущий Сергей Притула, директором — Анна Гвоздяр.
Известной благотворительной организацией стала после начала полномасштабного российского вторжения на Украину 24 февраля 2022 года. Первоначально фонд занимался помощью солдатам, которые обороняли Киев в первые дни военных действий. Сергей Притула организовал штаб в офисе, куда все заинтересованные приносили помощь. Там она распределялась в зависимости от потребностей.

## Проекты
18 августа 2022 за 600 миллионов гривен фонд арендовал спутник компании ICEYE для украинской разведки.

### Приобретение БПЛА
В марте 2022 года Сергей Притула от имени своего фонда объявил о сборе денег на приобретение беспилотника. Необходимые 10 миллионов гривен были собраны за 3,5 часа. Всего в период с 24 февраля по 19 мая 2022 года фонд собрал на нужды Сил обороны Украины 700 миллионов гривен.
В мае 2022 года Сергей Притула и группа Kalush Orchestra продали на аукционе хрустальный микрофон, который группа получила за победу на Евровидении-2022. Вырученная сумма составила 900 тысяч долларов США (более 33 миллионов гривен). Кроме того, розовую панамку, в которой на конкурсе выступал солист группы Олег Псюк, разыграли среди тех, кто сделал пожертвование в фонд. Таким образом, удалось собрать ещё 11 миллионов гривен. Все вырученные деньги, более 44 миллионов гривен, потратили на приобретение комплекса беспилотников PD-2 для украинской армии.
8 июня 2022 Фонд Сергея Притулы и аукционный дом «Дукат» объявили о проведении аукциона по продаже 10 картин украинских художников на военную тематику. Впоследствии Елена Грозовская в своём Facebook написала, что за картины выторговали почти три миллиона гривен. Эти деньги обязались потратить на приобретение беспилотников «Валькирия».
20 июня 2022 года Сергей Притула сообщил, что его фонд приобрёл 40 квадрокоптеров с тепловизорами для военных, потратив на это 10 миллионов гривен.
22 июня 2022 года Сергей Притула от имени своего фонда объявил о сборе денег на приобретение трёх беспилотников Bayraktar TB2. Проект получил название «Народный Байрактар». Согласно замыслу, в течение недели должно было быть собрано 500 миллионов гривен. Фактически за три дня было собрано 600 миллионов гривен. Этой суммы должно было хватить на четыре летательных аппарата.
После завершения сбора средств турецкая компания-производитель беспилотников Baykar Makina заявила, что передаст Украине три единицы бесплатно. Планировалось, что собранные деньги будут использованы на нужды Вооруженных сил Украины.

### Приобретение автомобилей
В марте 2022 года, вскоре после начала полномасштабного российского вторжения, был запущен проект «Адские тачки» (укр. Пекельні тачки). Цель проекта: сбор средств, поиск автомобилей, их приобретение и отправка подразделениям Сил обороны Украины. На сайте проекта размещены реквизиты для перечисления благотворительных взносов, а также контакты для людей, которые могут предложить свои автомобили для приобретения.
5 мая 2022 года Фонд продал на аукционе картину Марии Примаченко «Цветы выросли у четвёртого блока» (укр. Квіти виросли коло четвёртого блока), выторговав 500 тысяч долларов (более 18 миллионов гривен). На эти деньги организация приобрела 125 микроавтобусов Volkswagen T5 и отправила их украинским военным. Иностранцы, купившие картину, решили передать её в один из музеев Киева.

### Приобретение Спартанов
2 ноября 2022 года Фонд Сергея Притулы объявил новый сбор средств для ВСУ. Сначала планировалось собрать 200 млн гривен на закупку 50 бронетранспортеров Spartan.
За полтора дня было собрано 236 млн гривен. Денег должно было хватить на закупку 60 таких бронетранспортеров. В конечном счёте собранных денег хватило на 101 бронетранспортёр.
Среди 101 приобретенной машины есть техника восьми моделей:
- FV103 Spartan — бронетранспортёр для перевозки личного состава;
- Samaritan — бронированная гусеничная медицинская эвакуационная машина;
- Sultan — бронированная гусеничная командная машина;
- Stormer — бронированная гусеничная машина под установку зенитной системы;
- Shielder — бронированная гусеничная машина для подвоза боекомплекта, личного состава установки противотанковых ракетных комплексов;
- FV432 Bulldog — бронетранспортер для перевозки личного состава;
- FV434 — бронированная гусеничная машина с краном для ремонта и эвакуации;
- Samson — бронированная гусеничная машина для эвакуации бронетехники.

Первая партия из 24 единиц техники «Народного Спартана» была показана зрителям 3 марта 2023 года.

### Другая благотворительная деятельность
12 июля 2022 года 10-летняя киевлянка Валерия Ежова пожертвовала Фонду Сергея Притулы 21 тысячу гривен. Эти деньги девочка собрала, играя с прохожими в шашки. Проигравшие люди должны были пожертвовать на нужды армии произвольную сумму.
29 августа 2022 Фонд Сергея Притулы, одесский ФК «Черноморец» и руководство одесского стадиона «Черноморец» подписали меморандум о сотрудничестве.
Деятельность Фонда Сергея Притулы обеспечивают директор Анна Гвоздяр, а также бухгалтер. Только эти два человека получают заработную плату. Благотворительная организация сотрудничает только с фондом «Вернись живым». Среди направлений работы фонда — помощь медицинским учреждениям, таким как «Охматдит» и Институт травматологии.

## Критика
После того, как бывший президент Украины Пётр Порошенко объявил о закупке двух единиц Spartan за 59 тысяч долларов, была начата дискуссия вокруг цены в размере 100 тысяч долларов за единицу, которую заложил Фонд Сергея Притулы на покупку тех же бронетранспортёров. Такую цену Притула объяснил тем, что «это верхний закупочный предел», также отметив, что «какими цены окажутся на самом деле, фонд отчитается по прибытии техники в Украину».